# Arijanska krstilnica
Arijanska krstilnica v Raveni v Italiji je krščanska krstilnica, ki jo je postavil ostrogotski kralj Teoderik Veliki med koncem 5. stoletja in začetkom 6. stoletja našega štetja, istočasno kot baziliko Sant' Apollinare Nuovo.
Teoderik je bil arijanski kristjan in se je odločil, da pusti Gotom (Arijancem) in pravoslavnim kalcedonskim kristjanom živeti skupaj, vendar ločeno, zato so obstajale ločene soseske in ločene verske stavbe.
V bližini svoje palače je kralj dal zgraditi arijansko stolnico, ki se danes imenuje cerkev Spirito Santo, in se je prvotno imenovala Hagia Anastasis (Sveto vstajenje). Leta 526 je bila ponovno posvečena kot kalcedonska stolnica sv. Teodora (vojaka in mučenika iz Amasje v Pontu). Od prvotne cerkve je po prezidavi leta 1543 malo ostankov; nekateri zgodovinarji špekulirajo, da so bili prvotni mozaiki izgubljeni več kot tisoč let prej med katoliško rekonstrukcijo zaradi arijanskih tem. V tem istem obdobju je Teoderik dal zgraditi tudi krstilnico, ki jo danes imenujemo arijanska, da bi jo razlikovali od Neonove krstilnice (pravoslavnih), ki je približno stoletje starejša.
Krstilnica je ena od osmih stavb v Raveni, ki so vpisane na Unescov seznam svetovne dediščine.

## Arhitektura
Krstilnica je osmerokotne oblike z nekaj majhnimi apsidami in obokanimi odprtinami na vrhu. Vzdolž zunanjega oboda je nekoč potekal hodnik, ki se je končal pri vzhodni apsidi. Očitno je bila stavba nekoč del večjega kompleksa. V notranjosti so štiri niše in kupola z mozaiki, ki prikazujejo Jezusov krst s sv. Janezom Krstnikom. Jezus je prikazan kot golobrad, napol potopljen v Jordan. Janez Krstnik nosi leopardjo kožo. Na levi stoji belolas starec v zelenem plašču z usnjeno torbo v rokah, Zevs kot poosebitev reke Jordan (Teoderik I. se je kot otrok šolal v Konstantinoplu, mestu grške kulture). Zgoraj Sveti Duh v obliki goloba iz kljuna prši lustralno vodo.
Spodaj procesija apostolov, ki jo v ločenih smereh vodita sveti Peter in sveti Pavel, kroži okoli kupole in se sreča ob prestolu z razpelom z dragulji, ki počiva na škrlatni blazini.
Umetniki so potrebovali več let, da so dokončali te mozaike, kar je jasno razvidno iz različnih barv kamnov, uporabljenih za upodobitev trave ob nogah apostolov. Dizajni so precej preprosti, z zlato podlago, ki se v tem obdobju običajno uporablja za vlivanje prizorov z eteričnim sijajem.

## Podobnost vzhodni pravoslavni arhitekturi
Celotna kompozicija je neverjetno podobna ortodoksni Neonovi krstilnici. Stene so gole, a ni bilo vedno tako. Med arheološkimi preiskavami so na tleh našli kakih 170 kilogramov teser. Zaradi pomanjkanja arijanskih omemb se domneva, da so bili umetniki, ki so ustvarili mozaike, pravoslavni kristjani, saj so bili Ostrogoti pretežno zlatarji in ne mozaični umetniki.
Leta 565, po obsodbi arijanske sekte, je bila ta majhna osmerokotna stavba iz opeke spremenjena v kalcedonski oratorij z imenom Santa Maria. Menihi vzhodnega obreda so v obdobju Ravenskega eksarhata dodali samostan in strukturo nadalje posvetili sveti Mariji v Cosmedinu. Okoli leta 1700 je objekt prešel v zasebne roke, leta 1914 pa ga je pridobila italijanska vlada. Zavezniško bombardiranje druge svetovne vojne je pomagalo odstraniti druge strukture, ki so posegale vanj z vseh strani, kar je raziskovalcem omogočilo, da so si prvič ogledali podrobnosti njegove zunanjosti. Tako kot pri drugih spomenikih v Raveni so tudi prvotna tla zdaj približno 2,3 metra pod zemljo.